# Список зарубежных поездок Ким Ир Сена

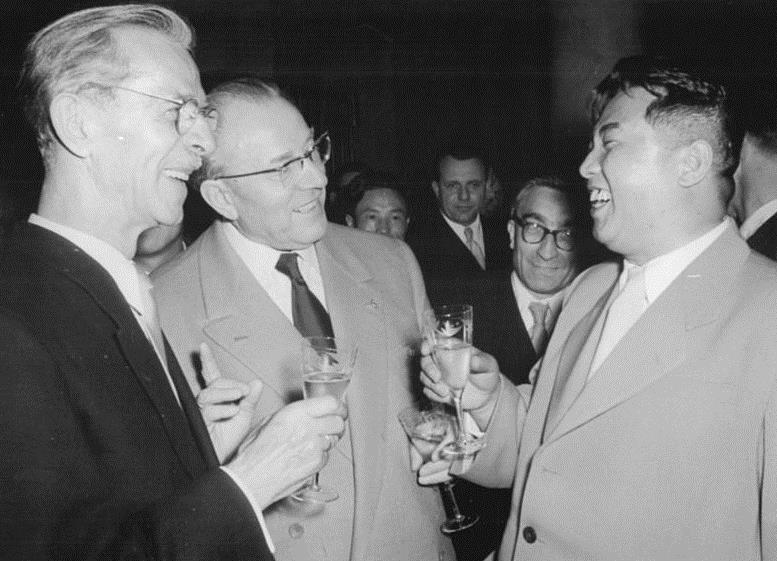
Ким Ир Сен с немецким художником Отто Нагелем и премьер-министром ГДР Отто Гротеволем во время визита в ГДР в 1956 году

Руководитель КНДР Ким Ир Сен во время своего правления (1948—1994) совершил не менее 49 поездок в 15 стран. Он является главой этого государства, совершившим наибольшее число поездок. Свой первый международный государственный визит Ким Ир Сен нанес в СССР в 1949 году, а последний — в КНР в 1991 году. В некоторых поездках Ким Ир Сена иногда сопровождал его сын Ким Чен Ир. В основном Ким Ир Сен предпочитал путешествовать на бронепоезде.
Чаще всего Ким Ир Сен посещал СССР (14 визитов: 1949, 1950, 1953, 1956, 1957, 1959, 1961, 1966, 1968, 1984, 1988) и КНР (11 визитов: 1953, 1954, 1958, 1959, 1961, 1970, 1975, 1982, 1987, 1989, 1991). Были совершены поездки в НРБ (3 раза: 1956, 1975, 1984), СРР (3 раза: 1956, 1975, 1980). Помимо этого, были совершены поездки в ЧССР, ГДР, ВНР, ПНР, МНР, ДРВ, СФРЮ, НСРА, Индонезию, Мавританию и АНДР. За время своего правления Ким Ир Сен нанес визиты 6 лидерам СССР и 4 лидерам КНР.

## Визиты

### 1940-е
| Дата                                                       | Страна визита                             | Город             | Принимающая сторона                                                                                                   | Статус, цель и особенности визита |
| ---------------------------------------------------------- | ----------------------------------------- | ----------------- | --- | --- |
| 22 февраля — 7 апреля/3 — 25 марта/3 марта — 7 апреля 1949 | Союз Советских Социалистических Республик | Москва, Ленинград | Председатель Совета министров СССР Иосиф Сталин Председатель Комитета партийного контроля при ЦК КПСС Николай Шверник | Обсуждение возможного начала военных действий в отношении Южной Кореи и экономическом, военном и культурном сотрудничестве Северной Кореи и СССР Во время данного визита Ким Ир Сен посетил московский метрополитен, трубецкой бастион Петропавловской крепости, Ленинградский Дворец пионеров имени А. А. Жданова, мавзолей Владимира Ленина. |

### 1950-е
| Дата                                             | Страна визита                                | Город                                     | Принимающая сторона                                                                                     | Статус, цель и особенности визита |
| ------------------------------------------------ | -------------------------------------------- | ----------------------------------------- | --- | --- |
| Апрель 1950                                      | Союз Советских Социалистических Республик    | Москва                                    | Председатель Совета министров СССР Иосиф Сталин                                                         | Обсуждение возможного начала военных действий в отношении Южной Кореи и всеобъемлющей экономической и военной поддержки Северной Кореи со стороны СССР |
| 1—19/4—28 сентября 1953                          | Союз Советских Социалистических Республик    | Москва                                    | Председатель Совета министров СССР Георгий Маленков                                                     | Подписание соглашения об экономической помощи |
| 10—27 ноября 1953                                | Китайская Народная Республика                | Пекин                                     | Председатель ЦК КП Китая Мао Цзэдун                                                                     | Подписание соглашения об экономическом и культурном сотрудничестве |
| 28 сентября — 5 октября 1954                     | Китайская Народная Республика                | Пекин                                     | Председатель ЦК КП Китая Мао Цзэдун                                                                     | 5-летие со дня основания КНР |
| 1 июня — 19 июля 1956                            | Германская Демократическая Республика        | Восточный Берлин                          | Президент ГДР Вильгельм Пик                                                                             | Официальный визит, во время которого обсуждалось развитие тяжелой промышленности и машиностроения |
| 1 июня — 19 июля 1956                            | Социалистическая Республика Румыния          | Бухарест                                  | Первый секретарь Румынской рабочей партии Георге Георгиу-Деж                                            | Официальный визит |
| 1 июня — 19 июля 1956                            | Венгерская Народная Республика               | Будапешт                                  | Первый секретарь ЦК ВПТ Матьяш Ракоши Председатель Совета Министров ВНР Андраш Хегедюш                  | Официальный визит (20 июня) Во время данного визита Ким Ир Сен посетил металлургический завод Манфред Вайс. |
| 1 июня — 19 июля 1956                            | Чехословацкая Социалистическая Республика    | Пражский Град, Прага                      | Президент Чехословакии Антонин Запотоцкий                                                               | Официальный визит (21 июня) |
| 1 июня — 19 июля 1956                            | Народная Республика Болгария                 | София                                     | Генеральный секретарь ЦК БКП Тодор Живков                                                               | Официальный визит (29 июня) |
| 1 июня — 19 июля 1956                            | Народная Социалистическая Республика Албания | Влёра (30 июня) Тирана (1 июля)           | Первый секретарь ЦК Албанской партии труда Энвер Ходжа                                                  | Официальный визит |
| 1 июня — 19 июля 1956                            | Польская Народная Республика                 | Варшава (2 июля)                          | Первый секретарь ЦК ПОРП Эдвард Охаб                                                                    | Официальный визит |
| 1 июня — 19 июля 1956                            | Монгольская Народная Республика              | Улан-Батор                                | Председатель Совета Министров МНР Юмжагийн Цеденбал                                                     | Официальный визит |
| 6-16 июля 1956                                   | Союз Советских Социалистических Республик    | Москва (4—5 июня) Свердловск (13—15 июля) | Первый секретарь ЦК КПСС Никита Сергеевич Хрущёв Член Президиума ЦК КПСС Николай Булганин               | Переговоры об экономической помощи Северной Корее (Москва) Посещение «Уралмашзавода» и театра музыкальной комедии (Свердловск) Во время данного визита Ким Ир Сен посетил мавзолей Владимира Ленина и Иосифа Сталина, всесоюзную промышленно-сельскохозяйственную выставку.     |
| 3—23/4—23 ноября 1957                            | Союз Советских Социалистических Республик    | Москва                                    | Первый секретарь ЦК КПСС Никита Сергеевич Хрущёв Член Президиума ЦК КПСС Николай Александрович Булганин | 40-летие Октябрьской революции; Международная встреча коммунистических и рабочих партий Во время данного визита Ким Ир Сен посетил мавзолей Владимира Ленина и Иосифа Сталина и встретился с председателем Президиума Верховного Совета СССР Климентом Ефремовичем Ворошиловым. |
| 21—28 ноября 1958                                | Китайская Народная Республика                | Пекин                                     | Председатель ЦК КП Китая Мао Цзэдун                                                                     | Официальный визит |
| 28 ноября — 2 декабря 1958                       | Демократическая Республика Вьетнам           | Ханой                                     | Председатель ЦК ПТВ Хо Ши Мин                                                                           | Официальный визит |
| 21 января — 6 февраля/21 января — 7 февраля 1959 | Союз Советских Социалистических Республик    | Москва                                    | Первый секретарь ЦК КПСС, Председатель Совета министров СССР Никита Сергеевич Хрущёв                    | XXI съезд КПСС |
| 25 сентября — 3 октября 1959                     | Китайская Народная Республика                | Пекин                                     | Председатель ЦК КП Китая Мао Цзэдун                                                                     | 10-летие со дня основания КНР Во время данного визита Ким Ир Сен посетил мавзолей Владимира Ленина и Иосифа Сталина. |

### 1960-е
| Дата                                     | Страна визита                             | Город                                        | Принимающая сторона                                           | Статус, цель и особенности визита |
| ---------------------------------------- | ----------------------------------------- | -------------------------------------------- | ------------------------------------------------------------- | --- |
| 29 июня — 7 июля/29 июня — 10 июля 1961  | Союз Советских Социалистических Республик | Москва                                       | Председатель Президиума Верховного Совета СССР Леонид Брежнев | Подписание договора о дружбе, сотрудничестве и взаимной помощи (6 июля) Во время данного визита Ким Ир Сен посетил мавзолей Владимира Ленина и Иосифа Сталина, завод «Красный пролетарий», выставку достижений народного хозяйства СССР.             |
| 10—15 июля 1961                          | Китайская Народная Республика             | Пекин                                        | Председатель ЦК КП Китая Мао Цзэдун                           | Подписание договоре о дружбе, сотрудничестве и взаимопомощи между Китаем и Северной Кореей |
| 14 октября — 2 ноября/17—31 октября 1961 | Союз Советских Социалистических Республик | Москва, Ленинград                            | ЦК КПСС и Совет министров СССР                                | XXII съезд КПСС Во время данного визита Ким Ир Сен посетил мавзолей Владимира Ленина и Иосифа Сталина, Смольный собор, ленинградский металлический завод (24 октября)., колхоз «Борец», московский электромеханический завод имени Владимира Ильича. |
| 1964                                     | Демократическая Республика Вьетнам        | Ханой                                        | Председатель ЦК ПТВ Хо Ши Мин                                 | Официальный визит |
| 10—20 апреля 1965                        | Республика Индонезия                      | Бандунг                                      | Президент Республики Индонезии Сукарно                        | Официальный визит |
| 21 мая 1966                              | Союз Советских Социалистических Республик | Ракетный крейсер «Варяг» (рейд Владивостока) | Генеральный секретарь ЦК КПСС Леонид Брежнев                  | Секретная встреча |
| 1968                                     | Союз Советских Социалистических Республик | не указано                                   | Генеральный секретарь ЦК КПСС Леонид Брежнев                  | Секретная встреча |

### 1970-е
| Дата                  | Страна визита                                      | Город             | Принимающая сторона                                            | Статус, цель и особенности визита |
| --------------------- | -------------------------------------------------- | ----------------- | -------------------------------------------------------------- | --------------------------------- |
| Октябрь 1970          | Китайская Народная Республика                      | Пекин             | Председатель ЦК КП Китая Мао Цзэдун                            | Официальный визит                 |
| 18—26 апреля 1975     | Китайская Народная Республика                      | Пекин             | Председатель ЦК КП Китая Мао Цзэдун                            | Официальный визит                 |
| 22 мая — 10 июня 1975 | Социалистическая Республика Румыния                | Бухарест          | Президент Социалистической Республики Румыния Николае Чаушеску | Официальный визит                 |
| 22 мая — 10 июня 1975 | Алжирская Народная Демократическая Республика      | Алжир             | Председатель Революционного Совета Алжира Хуари Бумедьен       | Официальный визит                 |
| 22 мая — 10 июня 1975 | Исламская Республика Мавритания                    | Нуакшот           | Президент Мавритании Моктар ульд Дадда                         | Официальный визит                 |
| 22 мая — 10 июня 1975 | Народная Республика Болгария                       | София             | Генеральный секретарь ЦК БКП Тодор Живков                      | Официальный визит                 |
| 22 мая — 10 июня 1975 | Социалистическая Федеративная Республика Югославия | Брдо Блед Любляна | Президент Югославии Иосип Броз Тито                            | Официальный визит                 |

### 1980-е
| Дата                           | Страна визита                                      | Город                                         | Принимающая сторона | Статус, цель и особенности визита |
| ------------------------------ | -------------------------------------------------- | --------------------------------------------- | --- | --- |
| 7—9 мая 1980                   | Социалистическая Федеративная Республика Югославия | Белград                                       | - | Ким Ир Сен посетил похороны Иосипа Броза Тито |
| 9—13 мая 1980                  | Социалистическая Республика Румыния                | Бухарест                                      | Президент Социалистической Республики Румыния Николае Чаушеску                                                                | Официальный визит |
| 16—25 сентября 1982            | Китайская Народная Республика                      | Пекин Ченду (19 сентября)                     | Генеральный секретарь ЦК КПК Ху Яобан                                                                                         | Официальный визит |
| 16—27 мая/17—27 мая 1984       | Союз Советских Социалистических Республик          | Минск Транссибирская магистраль (Забайкальск) | Председатель Президиума Верховного Совета СССР Константин Устинович Черненко                                                  | 23 мая на переговорах с Константином Черненко обсуждалась тема укрепления безопасности на Дальнем Востоке и Азиатско-Тихоокеанском регионе. Во время данного визита Ким Ир Сен посетил Красноярскую ГЭС, мавзолей Владимира Ленина, могилу Иосифа Сталина, могилу Неизвестного Солдата, монумент Победы, минский тракторный завод, Брестскую крепость. Также 21 мая Ким Ир Сен останавливался на новосибирском вокзале. |
| 28 мая — середина июня 1984    | Польская Народная Республика                       | Варшава                                       | Первый секретарь ЦК ПОРП Войцех Ярузельский                                                                                   | Официальный визит |
| 28 мая — середина июня 1984    | Германская Демократическая Республика              | Восточный Берлин                              | Генеральный секретарь ЦК СЕПГ Эрих Хонеккер                                                                                   | Официальный визит |
| 28 мая — середина июня 1984    | Чехословацкая Социалистическая Республика          | Дечин, Прага                                  | Президент Чехословакии Густав Гусак                                                                                           | Официальный визит |
| 28 мая — середина июня 1984    | Венгерская Народная Республика                     | Будапешт                                      | Генеральный Секретарь ЦК ВСРП Янош Кадар                                                                                      | Официальный визит (7 июня) |
| 28 мая — середина июня 1984    | Народная Республика Болгария                       | София                                         | Генеральный секретарь ЦК БКП Тодор Живков                                                                                     | Официальный визит |
| 24 июня(21 июня — 1 июля) 1984 | Союз Советских Социалистических Республик          | Свердловская область, Хабаровск, Хасан        | Первый секретарь Свердловского обкома КПСС Борис Ельцин                                                                       | Ким Ир Сен посетил дом российско-корейской дружбы (1 июля) и театр оперетты. |
| 22—26/27 октября 1986          | Союз Советских Социалистических Республик          | Москва, Новосибирск                           | Генеральный секретарь ЦК КПСС Михаил Горбачёв                                                                                 | Обсуждение отношений КНДР и республики Кореи В ходе данных переговоров Ким Ир Сен договорился о поставке истребителей МиГ-23 и МиГ-29, радаров для раннего оповещения и об оказании финансовой помощи. Во время данного визита Ким Ир Сен посетил мавзолей Владимира Ленина, могилу Иосифа Сталина и могилу Неизвестного Солдата.                                                                                       |
| 21—25 мая/20—23 мая 1987       | Китайская Народная Республика                      | Пекин                                         | Председатель КНР Ли Сяньнянь Председатель Центрального военного совета КНР Дэн Сяопин Генеральный секретарь ЦК КПК Чжао Цзыян | Официальный визит |
| 25 июня — 1 июля 1988          | Монгольская Народная Республика                    | Улан-Батор                                    | Председатель Совета Министров МНР Юмжагийн Цеденбал                                                                           | Официальный визит |
| 4—5 июля 1988                  | Союз Советских Социалистических Республик          | Хабаровск                                     | - | Официальный визит Ким Ир Сен посетил дом российско-корейской дружбы. |
| 5—7 ноября 1989                | Китайская Народная Республика                      | Пекин                                         | Председатель Центрального военного совета КНР Дэн Сяопин                                                                      | Неформальный визит |

### 1990-е
| Дата              | Страна визита                 | Город | Принимающая сторона           | Статус, цель и особенности визита |
| ----------------- | ----------------------------- | ----- | ----------------------------- | --------------------------------- |
| 4—13 октября 1991 | Китайская Народная Республика | Пекин | Председатель КНР Цзян Цзэминь | Официальный визит                 |

## Комментарии
1. ↑  В данной поездке также принял участие Ким Чен Ир, сын Ким Ир Сена[3].
2. ↑  21 октября Ким Ир Сен выступил с речью.
3. ↑  В честь приезда Ким Ир Сена на заводе была установлена мемориальная доска.
4. ↑  В данной поездке также принял участие Ким Чен Ир, сын Ким Ир Сена[4].
5. ↑  В честь приезда Ким Ир Сена на вокзале была установлена мемориальная доска.
6. ↑  В честь приезда Ким Ир Сена в доме российско-корейской дружбы была установлена мемориальная доска.
7. ↑  По просьбе Ким Ир Сена в зрительном зале было установлено его личное кресло, взятое из бронепоезда.
8. ↑  В честь приезда Ким Ир Сена в доме российско-корейской дружбы была установлена мемориальная доска.